# سبزغري (جهاد أباد كرمان)
سبزغري (بالفارسية: سبزگزی) هي منطقة سكنية تقع في إيران في البلدة المركزية. يقدر عدد سكانها بـ 468 نسمة بحسب إحصاء 2016.